# Leo K. Greenlees
Leo K. Greenlees was een lid van het Besturend Lichaam van Jehova's getuigen van 1971 tot en met 1984. Hij kwam op Bethel – het kantoor van het Wachttoren-, Bijbel- en Traktaatgenootschap – van Toronto (Canada) op 13 juni 1936, waar hij uiteindelijk penningmeester werd van de Canadese tak van het Wachttorengenootschap en van de International Bible Students Association van Canada, een andere belangrijke corporatie van het Wachttorengenootschap. Voordat hij naar Bethel werd "geroepen", had hij al vijf jaar als pionier in Ontario, Montreal en de Zeeprovincies gewerkt. In 1964 werd hij aangesteld op het hoofdbureau van het Wachttorengenootschap in Brooklyn (New York) en in 1965 werd hij gekozen tot directeur van de Watch Tower Society of New York Inc.. Vanuit die functie werd hij automatisch lid van het Besturend Lichaam van Jehova's getuigen toen dat bestuursorgaan werd opgericht in 1971. Hij sprak veel op grote bijeenkomsten van Jehova's getuigen. 
Hoewel hij regelmatig werd vermeld in De Wachttoren en andere publicaties van het Wachttorengenootschap, was het na een laatste vermelding in De Wachttoren van 1984 volstrekt stil rondom Greenlees. Historicus Penton schrijft: "Het is misschien niet verbazingwekkend dat het Verkondigers-boek niet vermeldt dat twee leden van het Besturend Lichaam – Ewart Chitty en Leo Greenlees – werden gedwongen terug te treden uit dat orgaan vanwege voortdurende homoseksuele praktijken, maar nooit werden uitgesloten."
Nadat Greenlees Bethel had verlaten, diende hij als Speciaal Pionier en uiteindelijk als ouderling in een gemeente in New Orleans (Louisiana). Hij stierf eind jaren tachtig.